# پرتییو د تلدو
پرتییو د تلدو (به اسپانیایی: Portillo de Toledo) یک شهرستان در اسپانیا است که در استان تولدو واقع شده‌است.

## خصوصیات
پرتییو د تلدو ۲۰ کیلومترمربع مساحت و ۲٬۱۵۷ نفر جمعیت دارد و ۵۹۴ متر بالاتر از سطح دریا واقع شده‌است.